# Ітоігаваїт
Ітоігаваїт (англ. itoigawaite) — силікат, мінерал групи лавсоніту.

## Загальний опис
Хімічна формула: SrAl2(Si2O7)(OH)2H2O. Містить (%): Sr — 24,22; Al — 14,92; Si — 15,53; H — 1,11; O — 44,22. Зустрічається у вигляді включень у мінералах. Сингонія ромбічна. Твердість 5-5,5. Густина 3,2–3,3. Колір синій, безбарвний в тонких кристалах. Риса біла. Прозорий. Блиск скляний. Спайність досконала. Утворюється разом із жадеїтом в тонких жилах серпентинітових порід. Осн. знахідки — район Отоігава-Омі, Префектура Ніїґата, Японія. Назва за місцем знаходження.